# キスから始まるものがたり
『キスから始まるものがたり』（キスからはじまるものがたり、The Kissing Booth）は2018年に配信されたアメリカ合衆国のロマンティック・コメディ映画である。監督はヴィンス・マルセロ、主演はジョーイ・キングが務めた。本作はベス・リークルスが2013年に発表した小説『The Kissing Booth』を原作としている。

## ストーリー
ロシェル・エヴァンズ（エル）とリー・フリンは同じ日に同じ病院で生まれ、子供の頃からずっと仲が良かった。この関係を維持するため、2人には6歳の頃からずっと守ってきたルールがいくつかあった。その中には「お互いの親族に恋をしない」というルールがあった。
高校2年スタートの初日、エルは意気揚々と登校しようとしたが、ズボンが破れてしまったためにやむなくミニスカートで登校する羽目になった。その結果、男子生徒（タップン）からいやらしい目で見られ、喧嘩寸前になったが、リーの兄であるノアが仲裁に入ってくれたため事なきを得た。その後、タップンはエルに言い寄ったが、ノアにきつくお灸を据えられることになった。
エルとリーは学校祭でキスブースを設置するにしたが、協力してくれる人を見つけるのに苦労した。最終的に、校内で人気の女子たち（オリヴィア、ミア、グウィネス）の協力を取り付けることができたが、その際、ノアも参加するという嘘をついてしまった。
その夜、3人の参加もあって、キスブースは大賑わいであった。しかし、キスブースにノアが姿を見せなかったため、女子たちは怒り出した。嘘をついた罰として、目隠しをしたままエルがキスブースに立つことになった。女子たちはナード的な男子とキスさせるつもりだったが、エルがキスをしたのはノアであった。ブースを片付けた後、エルの目に飛び込んできたのはノアが別の女の子を誘惑している姿だった。エルはそのまま家に逃げ帰ろうとしたが、ノアが途中で追い付いたため、2人で一緒に家へと向かうことになった。雨が酷くなってきたため、2人は雨宿りすることになった。いい雰囲気になった2人はそのまま何回もキスをするが、エルはリーとの約束を思い出し、そのまま身を引こうとした。しかし、ノアはそれにショックを受けつつも、なおも諦めずエルへの思いを力説した。2人はそのまま一線を越えそうになったが、警備員の邪魔が入った。
翌日、エルはパーティーに参加したところ、とある男子生徒から小馬鹿にされた。その様子を見ていたノアは憤慨し、その男子生徒と取っ組み合い寸前にまで至った。エルはそのまま会場を飛びだしたが、ノアは彼女を追いかけた。2人はハリウッドの看板を見に行き、お互いに好意を抱いていることを確認し合った。そして、2人は一線を越えた。
エルとノアは交際を始めたが、リーにそれがバレないように最大限の注意を払っていた。2人は順調に交際を続けたが、ノアがハーバード大学に進学することになったため、今年を最後に離ればなれになることになった。その頃、リーはエルとノアがやけに親密になっていることに気が付いていた。不審には思っていたが、エルが「ノアと特別な関係にはなっていない」と言うので、一応彼女を信頼することにした。しかし、ついにリーは決定的な証拠を掴むことになった。

## キャスト
括弧内は日本語吹き替えキャスト。
- ジョーイ・キング - ロシェル・エヴァンズ（エル） (伊瀬茉莉也)
- ジョエル・コートニー - リー・フリン (大河元気)
- ジェイコブ・エロルディ - ノア・フリン (小野友樹)
- モリー・リングウォルド - ミセス・フリン (深水由美)
- ジョシュア・ダニエル・イーディ - タップン (景浦大輔)
- ビアンカ・ボッシュ - オリヴィア (福山綾夏)
- ジェシカ・サットン - ミア (引坂理絵)
- ザンディール＝イザンディ・マドリワ - グウィネス (齋藤綾)

## 製作
2014年6月、ベス・リークルスのヤングアダルト小説『The Kissing Booth』の映画化に際し、ヴィンス・マルセロが監督に起用されたと報じられた。2016年11月、Netflixが本作の配信権を購入したと発表した。2017年1月、ジョーイ・キングとモリー・リングウォルドがキャスト入りした。
本作の主要撮影は2017年1月にロサンゼルスとケープタウンで始まり、同年4月中に終了した。

## 公開
2018年5月1日、Netflixは本作の予告編を公開した。11日にNetflixが本作を全世界で配信するやいなや、驚異的な視聴回数を記録するに至った。Netflixによると、3分の1の視聴者が本作を複数回視聴し、その率は通常の30%増しだったのだという。NetflixのCCOを務めるテッド・サランドスは本作を「アメリカで最も多くの人々に鑑賞された映画の一本であり、世界中で最も多くの人々に鑑賞された映画だといっても過言ではないでしょう」と評した。
Netflixは本作や『理想の男になる方法』、『セットアップ: ウソつきは恋のはじまり』の成功を受けて、ロマンティック・コメディ映画の製作に注力すると発表した。

## 評価
視聴者からは好評だったが、本作は批評家から酷評されている。映画批評集積サイトのRotten Tomatoesには8件のレビューがあり、批評家支持率は13%、平均点は10点満点で3.7点となっている。
インディワイアーのケイト・アーブランドは本作にD評価を下し、「不幸にも、この高校を舞台にしたロマコメ映画は男女観において性差別的かつ時代錯誤的なものである。それは同ジャンルの最も悪しき部分を強調している」と述べている。

## 続編
2019年2月14日、Netflixが本作の続編の製作に着手したとの報道があった。5月30日、テイラー・ペレスとメイジー・リチャードソン＝セラーズの起用が発表された。『キスから始まるものがたり2』は2020年7月24日に配信された。